# 55678 Lampos
55678 Lampos è un asteroide troiano di Giove del campo troiano. Scoperto nel 1971, presenta un'orbita caratterizzata da un semiasse maggiore pari a 5,2190627 UA e da un'eccentricità di 0,1012411, inclinata di 7,39354° rispetto all'eclittica.
L'asteroide è dedicato a Lampo, membro del consiglio degli anziani di Troia.